# Efraín Velarde
Efraín Velarde Calvillo (Mexikóváros, 1986. április 18. –) egy mexikói válogatott labdarúgó, aki jelenleg a Club Leónban játszik védőként.

## Pályafutása

### Klubcsapatokban
A fővárosi Club Universidad Nacional (Pumas) nevelőegyesületéből 18 évesen a felnőtt csapatba kerülve 2004. május 14-én mutatkozott be az első osztályú bajnokságban, amikor is együttese 3–2-es győzelmet aratott a Rayados de Monterrey felett. Körülbelül 10 évet játszott itt, majd a Monterreyhez igazolt.

### A válogatottban
A felnőtt válogatottban 25 évesen, 2011 szeptemberében mutatkozott be egy Chile elleni barátságos mérkőzésen, két év múlva pedig játszott a CONCACAF-aranykupán is, ahol Mexikó az elődöntőig jutott. 2015-ben szerepelt a Copa Américán részt vevő keretben is.

#### Mérkőzései a válogatottban
| Mexikó | Mexikó              | Mexikó                                        | Mexikó           | Mexikó   | Mexikó             | Mexikó                          | Mexikó | Mexikó  |
| #      | Dátum               | Helyszín                                      | Hazai            | Eredmény | Vendég             | Kiírás                          | Gólok  | Esemény |
| ------ | ------------------- | --------------------------------------------- | ---------------- | -------- | ------------------ | ------------------------------- | ------ | ------- |
| 1.     | 2011. szeptember 4. | Barcelona, Estadi Cornellà-El Prat            | Mexikó           | 1 – 0    | Chile              | barátságos                      | 0      | 64'     |
| 2.     | 2013. július 7.     | Pasadena, Rose Bowl                           | Mexikó           | 1 – 2    | Panama             | CONCACAF-aranykupa, csoportkör  | 0      | 73'     |
| 3.     | 2013. július 11.    | Seattle, CenturyLink Field                    | Mexikó           | 2 – 0    | Kanada             | CONCACAF-aranykupa, csoportkör  | 0      |         |
| 4.     | 2013. július 14.    | Denver, Sports Authority Field                | Martinique       | 1 – 3    | Mexikó             | CONCACAF-aranykupa, csoportkör  | 0      | 69'     |
| 5.     | 2013. július 20.    | Atlanta, Georgia Dome                         | Mexikó           | 1 – 0    | Trinidad és Tobago | CONCACAF-aranykupa, negyeddöntő | 0      | 88'     |
| 6.     | 2015. április 15.   | San Antonio, Alamodome                        | Egyesült Államok | 2 – 0    | Mexikó             | barátságos                      | 0      |         |
| 7.     | 2015. május 30.     | Tuxtla Gutiérrez, Estadio Víctor Manuel Reyna | Mexikó           | 3 – 0    | Guatemala          | barátságos                      | 0      |         |
| 8.     | 2015. június 3.     | Lima, Estadio Nacional                        | Peru             | 1 – 1    | Mexikó             | barátságos                      | 0      |         |
| 9.     | 2015. június 19.    | Rancagua, Estadio El Teniente                 | Mexikó           | 1 – 2    | Ecuador            | Copa América, csoportkör        | 0      | 46'     |
|        | Összesen            |                                               |                  | 9        | mérkőzés           |                                 | 0      | gól     |